# Hugo Westphal
Hugo Westphal (* 25. März 1855; † 1924) war ein deutscher Vizeadmiral der Reichsmarine.

## Leben
Hugo Westphal trat im Mai 1870 in die Marine des Norddeutschen Bundes ein.
Als Kapitänleutnant war er 1890 zur Marineakademie kommandiert und wurde anschließend an die Werft nach Wilhelmshaven versetzt. Am 11. April 1892 wurde er als Assistent des Oberwerftdirektors der Werft in Wilhelmshaven Korvettenkapitän und wurde Ende Januar 1893 von der Stellung entbunden. Anschließend war er von April 1893 bis Oktober 1893 Kommandant des Minendampfers Pelikan. Anfang März 1894 wurde er als Erster Offizier auf die Brandenburg kommandiert und im gleichen Jahr an das Reichsmarineamt geschickt.
Als Kapitän zur See war er für die erste Probefahrt von Februar 1899; im gleichen Monat war er vorher kurz Kommandant der Kaiser Friedrich III.; bis September 1899 Kommandant der Victoria Louise und übernahm kurz die neu in Dienst gestellte Vineta. Ab Oktober 1899 war er für ein Jahr Kommandant der Württemberg, welche vorher unfallbedingten außer Dienst gestellt worden war, und wurde mit der Indienststellung am 20. Oktober 1900 Kommandant der Freya. Bis zur unfallbedingten Außerdienststellung am 8. Juni 1901 blieb er Kommandant der Freya. Er übernahm dann bis Oktober 1901 die neu in Dienst gestellte Kaiser Barbarossa. Er wurde Präses der Schiffsprüfungskommission in Kiel. Zum 9. Januar 1904 wurde ihm der Abschied aus der Marine bewilligt und er erhielt den Charakter als Konteradmiral verliehen.
Später war er von der Gründung im Oktober 1914 bis Januar 1917 Präses der Technischen Versuchskommission (Teka). Am 22. März 1916 wurde er zum Konteradmiral befördert.
Am 4. Februar 1920 erhielt er den Charakter als Vizeadmiral.